# 28559 Anniedai
28559 Anniedai è un asteroide della fascia principale. Scoperto nel 2000, presenta un'orbita caratterizzata da un semiasse maggiore pari a 2,4557880 UA e da un'eccentricità di 0,1227038, inclinata di 6,07895° rispetto all'eclittica.